# St. Andrä (Gemeinde Weitensfeld im Gurktal)
St. Andrä ist eine Ortschaft in der Gemeinde Weitensfeld im Gurktal im Bezirk St. Veit an der Glan in Kärnten. Die Ortschaft hat 66 Einwohner (Stand 1. Jänner 2024).

## Lage

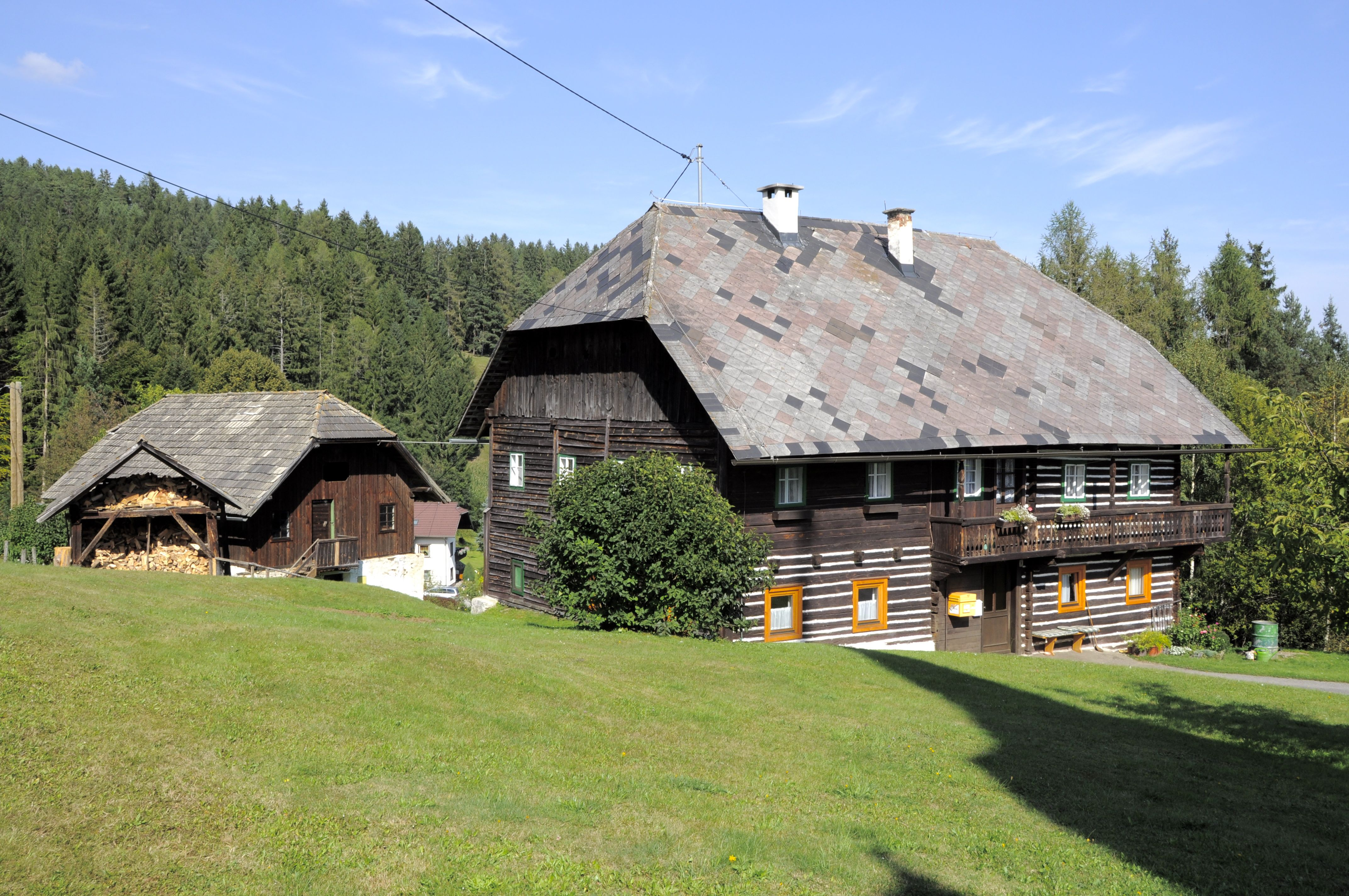
St. Andrä Nr. 3

St. Andrä liegt linksseitig im Gurktal, auf dem Gebiet der Katastralgemeinde Altenmarkt, etwa 3 km Luftlinie bzw. etwa 7 Straßenkilometer nördlich des Gemeindehauptorts Weitensfeld.
Die Ortschaft besteht hauptsächlich aus einem Dorf um die Filialkirche St. Andrä, in dem die Vulgonamen Dressinger-Hube (Nr. 1), Wirth-Hube (Nr. 4), Graier-Hube (Nr. 5) und Grabner (Nr. 8) geführt werden. Etwa 500 m südöstlich des Dorfs liegt Koglergrund in St. Andrä (Kogelbauer, Nr. 11), weitere 500 m südlich die Weiner-Hube (Nr. 6).

## Geschichte
Der Ort wird 1157 genannt.

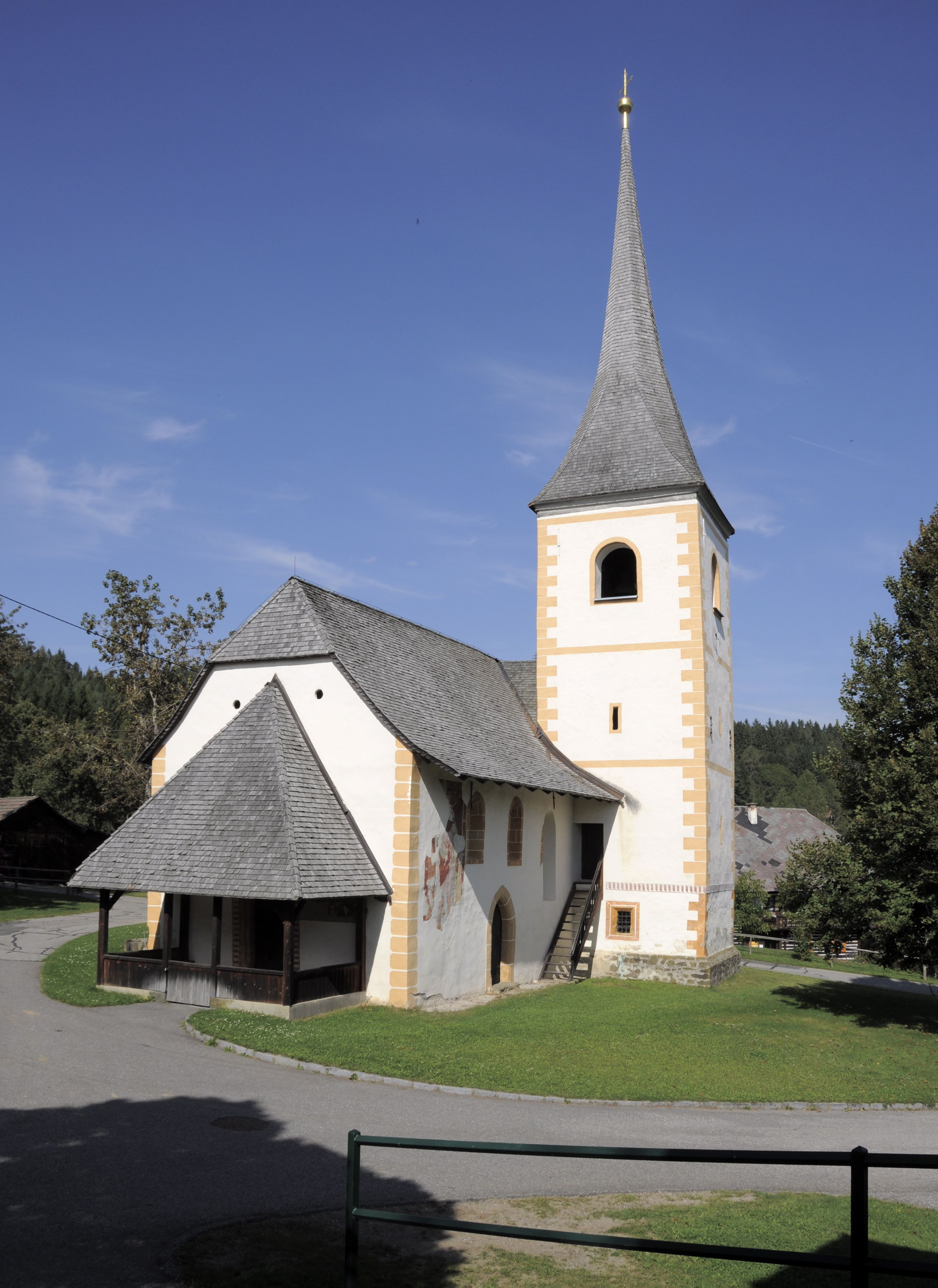
Filialkirche St. Andrä

Bei Gründung der Ortsgemeinden Mitte des 19. Jahrhunderts kam St. Andrä an die Gemeinde Weitensfeld. 
1913 wurde die Kirche renoviert.
Bei der Kärntner Gemeindestrukturreform von 1973 kam St. Andrä an die damals neu errichtete Gemeinde Weitensfeld-Flattnitz, bei deren Auflösung 1991 wieder zur Gemeinde Weitensfeld im Gurktal.

## Bevölkerungsentwicklung
Für die Ortschaft ermittelte man folgende Einwohnerzahlen:
- 1869: 6 Häuser, 51 Einwohner[4]
- 1880: 6 Häuser, 46 Einwohner[5]
- 1890: 8 Häuser, 58 Einwohner[6]
- 1900: 7 Häuser, 44 Einwohner[7]
- 1910: 9 Häuser, 56 Einwohner[8]
- 1923: 9 Häuser, 55 Einwohner[9]
- 1934: 63 Einwohner[10]
- 1961: 11 Häuser, 74 Einwohner[11]
- 2001: 13 Gebäude (davon 12 mit Hauptwohnsitz) mit 13 Wohnungen; 83 Einwohner und 1 Nebenwohnsitzfall; 15 Haushalte; 2 Arbeitsstätten, 6 land- und forstwirtschaftliche Betriebe[12]
- 2011: 13 Gebäude, 78 Einwohner, 14 Haushalte, 2 Arbeitsstätten[13]
- 2021: 14 Gebäude, 61 Einwohner, 14 Haushalte, 7 Arbeitsstätten[14]